# Atalanta (Pacuvio)
L'Atalanta (Atalanta) è una tragedia (cothurnata) del tragediografo latino Marco Pacuvio (circa 220-130 a.C.) di cui restano oggi solo alcuni frammenti. Realizzata forse a partire da uno sconosciuto originale greco non pervenuto, ad oggi, l'opera trattava la storia della giovane Atalanta: ella, abbandonata appena nata e allevata da un'orsa inviata da Artemide, vive tra i boschi dedita alla caccia e gareggia nella corsa con i suoi innamorati, che, sconfitti, uccide. Diversamente dalla versione del mito più diffusa, nell'opera di Pacuvio la sfida allora il figlio Partenopeo, che ella ha abbandonato alla nascita: Atalanta riesce a vincerlo, ma, quando sta per ucciderlo, lo riconosce e gli rivela la sua identità, salvandolo.